# Erucastrum rifanum
Erucastrum rifanum là một loài thực vật có hoa trong họ Cải. Loài này được (Emb. & Maire) Gomez-Campo mô tả khoa học đầu tiên năm 1981.